# Мануель Шмідебах
Мануель Шмідебах (нім. Manuel Schmiedebach, нар. 5 грудня 1988, Західний Берлін) — німецький футболіст, що грав на позиції півзахисника, зокрема за «Ганновер 96» та юнацьку збірну Німеччини.

## Клубна кар'єра
Народився 5 грудня 1988 року в Західному Берліні. Вихованець місцевих юнацьких команд «Штаакен», «Нордберлінер» та «Герта».
У дорослому футболі дебютував 2006 року виступами за другу команду «Герти», у якій провів два сезони, взявши участь у 37 матчах чемпіонату.
2008 року перейшов до лав клубу «Ганновер 96», де спочатку грав також за другу команду, а з 2009 року почав виступати за головну. Відіграв за основну команду клуба з Ганновера дев'ять сезонів своєї ігрової кар'єри. Більшість часу, проведеного у складі «Ганновера», був основним гравцем команди.
Завершив ігрову кар'єру в команді «Уніон» (Берлін), за яку виступав протягом 2018—2020 років.

## Виступи за збірну
Виступав у складі юнацької збірної Німеччини (U-19), загалом на юнацькому рівні взяв участь у 10 іграх, відзначившись одним забитим голом.

## Статистика виступів

### Статистика клубних виступів
Станом на 12 квітня 2016
| Сезон             | Клуб              | Чемпіонат         | Чемпіонат | Чемпіонат | Національний кубок | Національний кубок | Національний кубок | Континентальні кубки | Континентальні кубки | Континентальні кубки | Суперкубки | Суперкубки | Суперкубки | Усього | Усього |
| Сезон             | Клуб              | Ліга              | Ігор      | Голів     | Ліга               | Ігор               | Голів              | Ліга                 | Ігор                 | Голів                | Ліга       | Ігор       | Голів      | Ігор   | Голів  |
| ----------------- | ----------------- | ----------------- | --------- | --------- | ------------------ | ------------------ | ------------------ | -------------------- | -------------------- | -------------------- | ---------- | ---------- | ---------- | ------ | ------ |
| 2009–10           | «Ганновер 96»     | БЛ                | 14        | 0         | КН                 | 1                  | 0                  | -                    | -                    | -                    | -          | -          | -          | 15     | 0      |
| 2010–11           | «Ганновер 96»     | БЛ                | 32        | 0         | КН                 | 1                  | 0                  | -                    | -                    | -                    | -          | -          | -          | 33     | 0      |
| 2011–12           | «Ганновер 96»     | БЛ                | 30        | 0         | КН                 | 2                  | 0                  | ЛЄ                   | 12                   | 0                    | -          | -          | -          | 44     | 0      |
| 2012–13           | «Ганновер 96»     | БЛ                | 21        | 0         | КН                 | 3                  | 0                  | ЛЄ                   | 12                   | 1                    | -          | -          | -          | 36     | 1      |
| 2013–14           | «Ганновер 96»     | БЛ                | 24        | 1         | КН                 | 2                  | 0                  | -                    | -                    | -                    | -          | -          | -          | 26     | 1      |
| 2014–15           | «Ганновер 96»     | БЛ                | 27        | 0         | КН                 | 1                  | 0                  | -                    | -                    | -                    | -          | -          | -          | 28     | 0      |
| 2015–16           | «Ганновер 96»     | БЛ                | 17        | 1         | КН                 | 2                  | 0                  | -                    | -                    | -                    | -          | -          | -          | 19     | 1      |
| Усього за кар'єру | Усього за кар'єру | Усього за кар'єру | 165       | 2         |                    | 12                 | 0                  |                      | 24                   | 1                    |            |            |            | 201    | 3      |